# Linotype

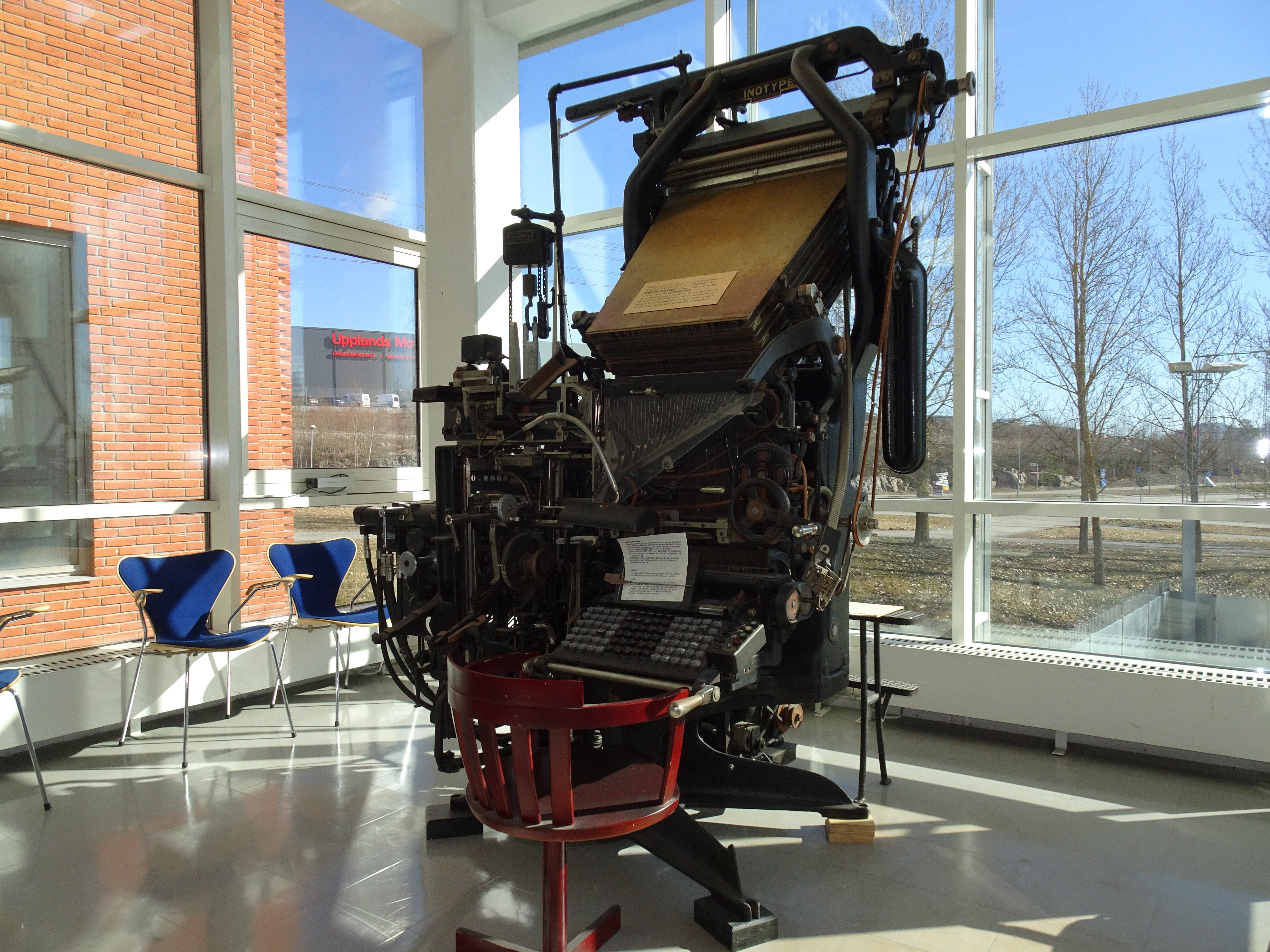
En Linotype från 1899 på DNEX-tryckeriets museum i Akalla.

Linotype GmbH är ett företag som säljer och licensierar typsnitt. 
Linotype grundades 1886 av Ottmar Mergenthaler i Brooklyn i New York som Mergenthaler Linotype Company. Företaget sålde då sättmaskiner. Senare grundades dotterbolag i andra länder, bland annat Storbritannien och Tyskland. En rad kända typsnittstillverkare som D. Stempel AG, Haas’sche Schriftgießerei och Deberny & Peignot. Linotype har ett omfattande typsnittsbibliotek som man samlat genom årtionden. Bland de mest kända hör: Frutiger, Helvetica, Sabon, Avenir och Univers. Företaget samarbetar också med kända typografer som Hermann Zapf och Adrian Frutiger.